# 테토보

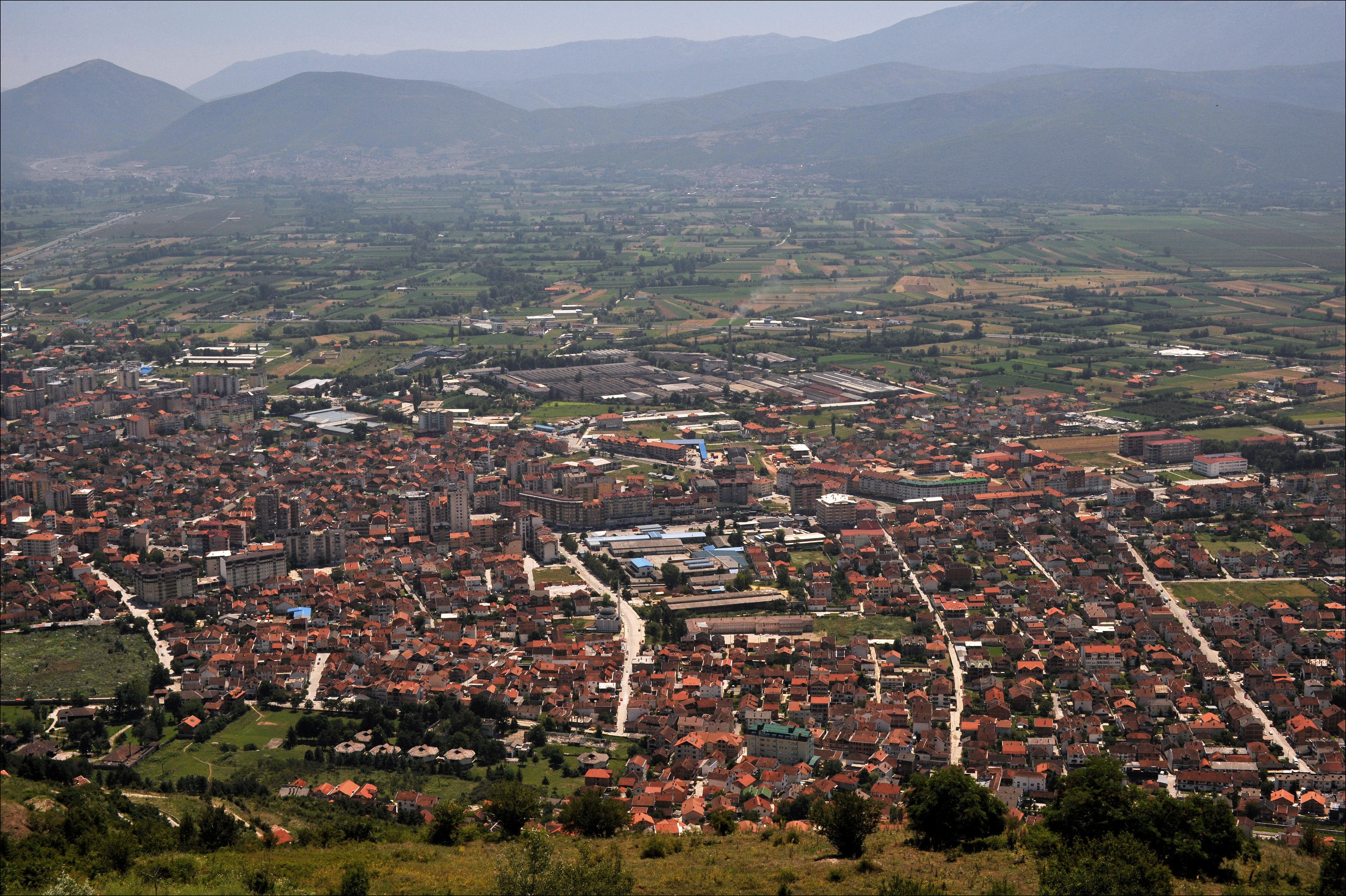
테토보 시가지

테토보(마케도니아어: Тетово, 알바니아어: Tetova, Tetovë 테토바, 테토버, 튀르키예어: Kalkandelen 칼칸델렌[*])는 북마케도니아 북서부에 위치한 도시로 면적은 1,068km2, 높이는 468m, 인구는 86,580명(2002년 기준), 인구 밀도는 330명/km2이다. 샤르 산맥 기슭에 위치하며 도시는 페나 강을 경계로 서로 나뉜다. 테토보 국립대학과 동남유럽 대학 등이 들어서 있으며 테토보 시의 행정 중심지이다.

시기
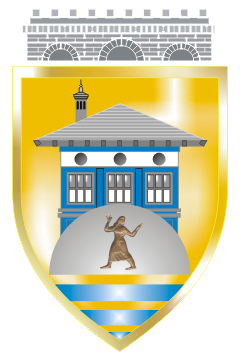
시 문장

## 같이 보기
- 폴로크 지방
- 테토보시